# Changhe Q7
Changhe Q7 — среднеразмерный кроссовер, представленный компанией Changhe в 2017 году в Гуанчжоу и поступивший в продажу в марте 2018 года на китайском рынке.

## Описание
Changhe Q7 оснащался 1,5-литровым рядным четырёхцилиндровым бензиновым двигателем с турбонаддувом мощностью 110 кВт и крутящим моментом 200 Н⋅м. Коробка передач — шестиступенчатая механическая или бесступенчатая.

Ценовой диапазон варьировался от 87900 до 148900 юаней. Конкурентом являлся Range Rover.

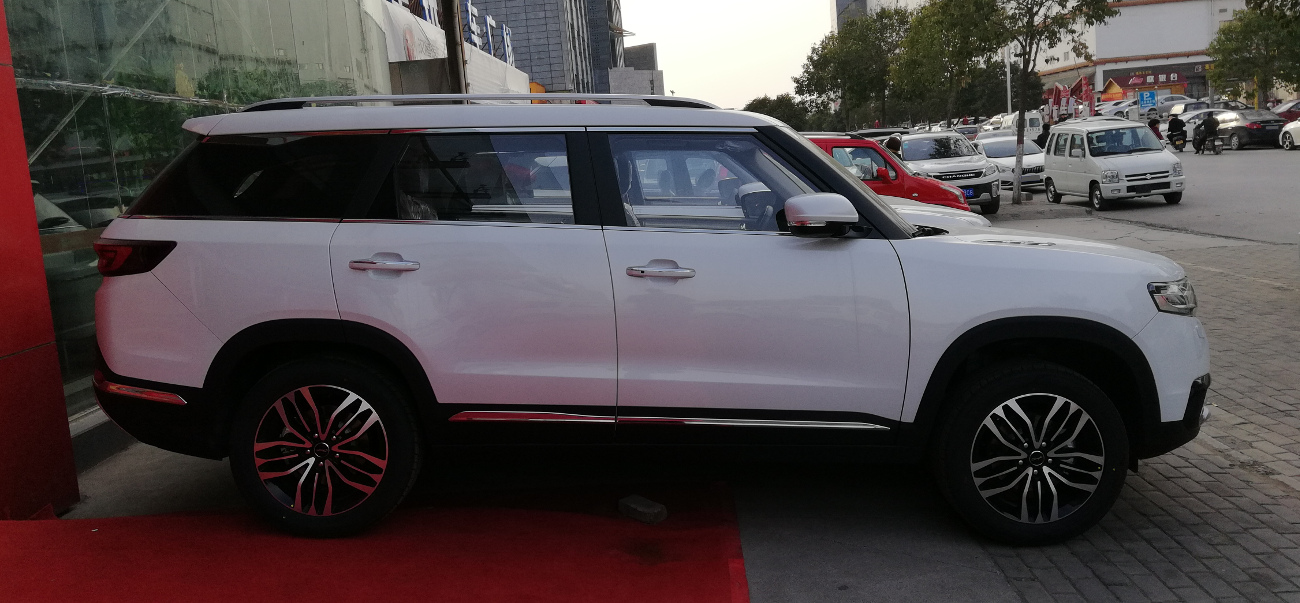
Вид сбоку
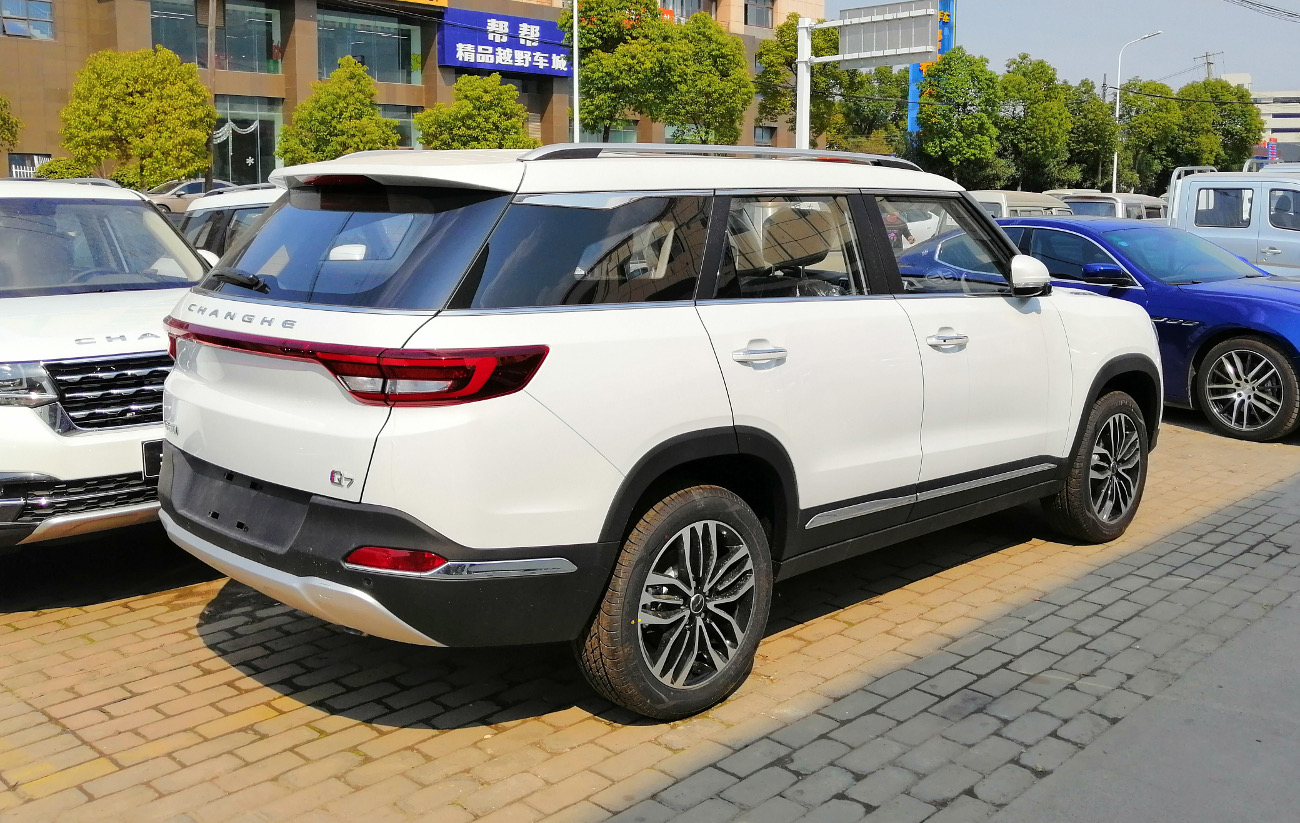
Вид сзади